# Хиршовень
Хиршовень, Хиршовені (рум. Hârșoveni) — село у повіті Васлуй в Румунії. Входить до складу комуни Івенешть.
Село розташоване на відстані 268 км на північний схід від Бухареста, 16 км на захід від Васлуя, 57 км на південь від Ясс, 141 км на північ від Галаца.

## Населення
За даними перепису населення 2002 року у селі проживали 173 особи, з них 172 особи (99,4%) румунів. Рідною мовою 172 особи (99,4%) назвали румунську.